# Vito Petruzzelli
Vito Petruzzelli (Andria, 8 marzo 1952) è un ex calciatore italiano, di ruolo stopper.

## Carriera

Vito Petruzzelli con la maglia del Matera

Cresciuto calcisticamente nel settore giovanile dell'Andria, la squadra della sua città, giocò con i biancoazzurri per tre campionati, dal 1971-1972 al 1973-1974 in Serie D, scendendo in campo 48 volte. Successivamente fu venduto alla Pro Lanciano, militando sempre in Serie D, per due anni, fino al campionato 1975-1976, totalizzando in tutto 52 presenze.
Il Matera lo acquistò nel 1976, facendolo esordire in Serie C. Rimase in Basilicata fino al 1978, disputando 71 partite con 4 reti all'attivo. Durante quell'estate Petruzzelli venne acquistato dal Bari, con il quale giocò nell'annata 1978-1979, collezionando 37 presenze e una rete in Serie B.
In vista della stagione 1979-1980 venne venduto al Foggia, con cui il Bari trattò moltissimo, infatti Petruzzelli fu venduto insieme a Franco Fasoli, Arcangelo Sciannimanico, Costante Tivelli ed un conguaglio superiore ad un miliardo di lire, in cambio di Roberto Bacchin e Giacomo Libera. Con i "satanelli" giocò cinque stagioni, di cui tre in serie cadetta, ottenendo la promozione in Serie B nel 1979-1980. Con la maglia rossonera ha collezionato 158 presenze e 9 gol, di cui 142 e 7 reti in campionato e 16 e 2 gol nelle coppe nazionali.
Nel calciomercato estivo del 1984 passò al Livorno, venendo venduto, ancor prima del debutto, al Barletta, militante in Serie C1. Con questa squadra giocò fino al 1987, terminando la sua carriera in coincidenza della prima e unica promozione in serie B dei pugliesi. Petruzzelli ha disputato complessivamente 125 gare in Serie B, segnando 5 gol.